# ليك سبرينغ (ميزوري)
ليك سبرينغ (بالإنجليزية: Lake Spring)‏ هي إحدى المجتمعات الفردية غير المصنفة في ولاية ميزوري الأمريكية، وهي تقع 12 ميلاً جنوب رولّا في شارع Route الرئيسي.